# 21 صفر
- السبت
- الأحد
- الاثنين
- الثلاثاء
- الأربعاء
- الخميس
- الجمعة

- 283 أغسطس 2024
- 294 أغسطس 2024
- 15 أغسطس 2024
- 26 أغسطس 2024
- 37 أغسطس 2024
- 48 أغسطس 2024
- 59 أغسطس 2024
- 610 أغسطس 2024
- 711 أغسطس 2024
- 812 أغسطس 2024
- 913 أغسطس 2024
- 1014 أغسطس 2024
- 1115 أغسطس 2024
- 1216 أغسطس 2024
- 1317 أغسطس 2024
- 1418 أغسطس 2024
- 1519 أغسطس 2024
- 1620 أغسطس 2024
- 1721 أغسطس 2024
- 1822 أغسطس 2024
- 1923 أغسطس 2024
- 2024 أغسطس 2024
- 2125 أغسطس 2024
- 2226 أغسطس 2024
- 2327 أغسطس 2024
- 2428 أغسطس 2024
- 2529 أغسطس 2024
- 2630 أغسطس 2024
- 2731 أغسطس 2024
- 281 سبتمبر 2024
- 292 سبتمبر 2024
- 303 سبتمبر 2024
- 14 سبتمبر 2024
- 25 سبتمبر 2024
- 36 سبتمبر 2024

21 صَفَر أو 21 صَفَر الخير أو 21 صَفَر المُظفَّر أو يوم 21 \ 2 (اليوم الحادي والعشرين من الشهر الثاني) هو اليوم الحادي والخمسين من أيَّام السنة وفق التقويم الهجري القمري (العربي). يبقى بعده 303 أو 304 أيَّام لانتهاء السنة.

## أحداث
- 494 هـ - بالدوين البولوني يتوج كأول ملك على مملكة بيت المقدس في كنيسة المهد.
- 647 هـ - سقوط مدينة دمياط في يد لويس التاسع ملك فرنسا، وقائد الحملة الصليبية السابعة على مصر.
- 1074 هـ - العثمانيون يفتحون قلعة «أويفار» الواقعة شمال غرب بودابست بعد 37 يومًا من الحصار. كانت القلعة خاضعة للإمبراطورية الرومانية المقدسة، وتعد أقوى وأحصن قلاع أوروبا، وكان الاستيلاء عليها فاتحة لاستسلام 30 قلعة ألمانية للدولة العثمانية.
- 1113 هـ - غرق سفينة قبطان البحرية العثمانية حسين ميزو مورتو باشا ومصرع من كان عليها بما فيهم القبطان سالف الذكر.
- 1210 هـ - الولايات المتحدة توقع معاهدة مع إيالة الجزائر مكونة من 22 مادة، تدفع بمقتضاها الولايات المتحدة إلى الجزائر فورًا مبلغ 642 ألف دولار ذهبًا، مع دفع مبلغ 12 ألف ليرة عثمانية ذهبًا سنويًا، في مقابل إطلاق سراح الأسرى الأمريكيين الموجودين في الجزائر، وألا تتعرض الجزائر لأي سفينة أمريكية في المحيط الأطلسي أو البحر المتوسط.
- 1343 هـ - صدور جريدة «الجهاد» النسائية في مدينة الإسكندرية، وقد أصدرتها زينب عبد الحميد، لتكن هذه أول وآخر جريدة نسائية يومية تصدر في مصر.
- 1348 هـ - انعقاد المؤتمر الصهيوني العالمي في زيورخ في سويسرا، وأبرز مقرراته دعوة اليهود للسيطرة على حائط البراق في القدس وتعزيز نفوذ المستوطنين اليهود.
- 1352 هـ - صدور جريدة الإخوان المسلمين الأسبوعية في مصر.
- 1368 هـ - استئناف المعارك في صحراء النقب وذلك أثناء الحرب العربية اليهودية.
- 1371 هـ - أكثر من 1000 عائلة بريطانية تغادر مدينة الإسماعيلية على قناة السويس وذلك بعد تبادل لإطلاق النار أدى لمقتل خمسه جنود بريطانيون وعشرة جنود مصريون.
- 1379 هـ - عبد الكريم قاسم يعدم الضابط نافع داود بعد حركة الشواف.
- 1387 هـ - الملك حسين وجمال عبد الناصر يوقعان اتفاقية الدفاع المشترك بين مصر والأردن.
- 1391 هـ - ليبيا توقع على ميثاق في بنغازي لإقامة اتحاد الجمهوريات العربية المتحدة مع مصر وسوريا.
- 1409 هـ - عودة العلاقات الدبلوماسية بين ليبيا وتشاد بعد توقف الحرب التي اندلعت بينهما بسبب خلافات حدودية.
- 1411 هـ - الرئيس الأمريكي جورج بوش يلقي خطابًا عبر التلفزيون يهدد فيه استخدام القوة لطرد الجنود العراقيين من الكويت التي غزاها العراق قبل نحو شهر.
- 1412 هـ - قيرغيزستان وأوزبكستان تعلنان استقلالها عن الاتحاد السوفيتي.
- 1415 هـ - صحيفة «النهار» المقدسية تحتجب عن الصدور بسبب منعها من التوزيع في الضفة الغربية وغزة بقرار من السلطة الفلسطينية حديثة النشأة.
- 1421 هـ - الجيش الإسرائيلي ينهي انسحابه من جنوب لبنان، وقد جاء هذا الانسحاب نتيجة الضغوط الكبيرة التي أحدثتها عمليات المقاومة اللبنانية على مواقع الجيش الإسرائيلي وجيش لبنان الجنوبي.
- 1440 هـ - الإفراج عن آسيا بيبي المحكوم عليها بالإعدام بتهمة التجديف في باكستان، وسط غضب كبير من الأحزاب الإسلامية.
- 1442 هـ - مجلس الأمة الكويتي يبايع بالإجماع الشيخ مشعل الأحمد وليًا للعهد وذلك بعد تزكيته من قبل أمير دولة الكويت الشيخ نواف الأحمد.

## مواليد
- 1217 هـ – ميرزا كاظم بك، مستشرق ومؤرخ إيراني-روسي أذربيجاني الأصل.
- 1336 هـ - كوكا، ممثلة مصرية.
- 1392 هـ -
  - فرحان العلي، ممثل باكستاني يعيش في الكويت.
  - غزلان، إعلامية وممثلة إماراتية.
- 1399 هـ - أحمد عيسى، مؤلف مصري.
- 1405 هـ - مديحة كنيفاتي، ممثلة سورية.

## وفيات
- 667 هـ - كونرادين، ملك بيت المقدس وصقلية.
- 1113 هـ - حسين ميزو مورتو، قبطان الأسطول العثماني.
- 1214 هـ - هشام بن محمد، سلطان مغربي من الأسرة العلوية.
- 1357 هـ - محمد إقبال، شاعر وفيلسوف باكستاني.
- 1379 هـ - نافع داود، ضابط عسكري عراقي.
- 1438 هـ - يحيى الجمل، فقيه دستوري وسياسي مصري.
- 1440 هـ - حمدي قنديل، إعلامي مصري.

## وصلات خارجية
- موقع قصة الإسلام: حدث في شهر صفر.